# Бернетт, Марк
 Марк Бёрнетт (англ. Mark Burnett) — американский телепродюсер британского происхождения, проживающий в Лос-Анджелесе. Начиная с декабря 2015 года президент MGM Television and Digital Group. Известен как «Король соревновательных реалити-шоу», заслужив своё прозвище благодаря таким передачам как Survivor и «Ученик».
За свою карьеру выиграл 10 премий «Эмми», четыре награды Гильдия продюсеров Америки, пять премий «Выбор телевизионных критиков» и шесть наград «Выбор народа».

## Ранние годы
Марк Бёрнетт родился 17 июля 1960 года в Лондоне и был единственным ребёнком Арчи и Джин Бёрнетт, рабочих завода Ford Motors. Вырос в Дагенеме, графство Эссекс. Его отец был католиком, а мать — пресвитерианка, не известно, в какой деноминации Марк был воспитан. В возрасте 17 лет он поступил на службу в британскую армию и стал командиром отделения в парашютно-десантном полку. В период с 1978 по 1982 годы Бёрнетт служил в 3-м батальоне Парашютного полка, в составе которого принял участие в Фолклендской войне.
Уволившись с военной службы, Бёрнетт в октябре 1982 года эмигрировал в США, куда несколькими годами раньше перебрался его друг Ник Хилл, работавший няней и шофером. С помощью друга Марк, несмотря на отсутствие опыта, устроился работать няней и, одновременно, телохранителем ребёнка к Йегерам, проживавшим в известном лос-анджелесском районе Беверли-Хиллз. Через год Бёрнетт перешёл на работу в другую семью в Малибу, где заботился о двух мальчиках за $ 250 в неделю. Позже отец детей взял Марка на работу в свою страховую контору. Два года спустя Бёрнетт стал продавать футболки на Венис-Бич  в Лос-Анджелесе, сначала только по выходным. Позже он бросает работу в страховании, так как торговля футболками приносила больше денег. В 1991 году Бёрнетт и четыре его приятеля присоединились к французской приключенческой гонке Raid Gauloises. После этого Марк пришёл к выводу о перспективности с точки зрения бизнеса в проведении подобных соревнований. Он приобрёл права на формат и провёл в Америке аналогичный конкурс Eco-Challenge. Именно с Eco-Challenge началась карьера Бёрнетта в качестве телевизионного продюсера.

## Карьера
Самой известной работой Бёрнетта стало популярное реалити-шоу Survivor, премьера которого состоялась летом 2000 года. Оно стало самым популярным событием лета в истории американского телевидения года наряду с сериалом «Сонни и Шер». В 2009 году Entertainment Weekly признал Survivor реалити-шоу № 1 всех времен.
В 2004 году Бёрнетт представил на NBC новое реалити-шоу The Apprentice,в котором участники соревновались за право работать на магната недвижимости Дональда Трампа. Успех Apprentice породил многочисленные лицензированные версии шоу в разных странах мира.
Также Бёрнетт известен как исполнительный продюсер телевизионного вокального конкурса The Voice и игрового реалити-шоу The Celebrity Apprentice на NBC; реалити-шоу Shark Tank и Steve Harvey’s FunderDome на ABC, реслинг-телешоу Lucha Underground на El Rey Network, интеллектуальная телеигра Are You Smarter than a 5th Grader? на Fox. Бёрнетт также известен продюсированием церемоний награждения премиями. Так, с 2010 года он делает для CBS церемонию награждения премией People’s Choice Awards, MTV Movie Awards (2007—2011 годы), Spike Video Game Awards и Primetime Emmy Awards в 2011 году.
Бёрнетт произвёл более 2900 часов телевизионных программ, которые регулярно транслируется в более чем 70 странах мира. Среди них Bully Beatdown, Combat Missions, The Contender, The Contender Asia, Expedition Africa, Expedition Impossible, How’d You Get So Rich?, Martha Stewart, My Dad Is Better Than Your Dad, On the Lot (совместно со Стивеном Спилбергом), The Restaurant, Rock Star, Sarah Palin’s Alaska, Stars Earn Stripes, Starmaker, Toughest Cowboy и Wedding Day.
Бёрнетт известен как твёрдый христианин, что в том числе проявляется в его работе. Так, Марк вместе со своей женой, актрисой Ромой Дауни, спродюсировали для History Channel 10-часовой мини-сериал The Bible, драму основанную на истории Библии. В 2013 году The Bible был признан № 1 среди новых сериалов американского кабельного телевидения, а также в Колумбии, Испании и Португалии. В общей сложности к началу 2013 года The Bible только на History Channel просмотрели более 100 миллионов зрителей.
После успеха The Bible Бёрнетт и Дауни сделали новый библейский мини-сериал A.D. The Bible Continues, премьера которого состоялась на NBC на Пасху 2015 года, и мини-сериал The Dovekeepers, вышедший в эфир на CBS весной 2015 года. Кроме того, Бёрнетт был продюсером художественных фильмов «Сын Божий», «Маленький мальчик» и «Вудлон».
В октябре 2013 года NBC объявила, что достигла соглашения с Бёрнеттом и компаний Ричарда Брэнсона Virgin Galactic о производстве телешоу, участники которого будут соревноваться, чтобы выиграть космический полёт на борту SpaceShipTwo. Проект будет называться Space Race, в настоящее время ещё не определено, когда он будет показан.
В сентябре 2014 года MGM приобрела 55-процентную долю в One Three Media и LightWorkers Media, которыми управлял Бёрнетт и его жена. Обе компании будут объединены в новую кино- и телекомпанию United Artists Media Group (UAMG). Бёрнетт является генеральным директором UAMG, Дауни — президентом LightWorkers Media.
В декабре 2015 года Бёрнетт был назначен президентом MGM Television and Digital Group, подписав контракт сроком на пять лет. Его назначение происходило одновременно с закрытием сделки по приобретению MGM оставшихся 45 % акций United Artists Media Group (UAMG), которая будет поглощена MGM Television Group.
В 2016 году на экраны вышел новый фильм, спродюсированный Бёрнеттом, «Бен-Гур», снятый российским режиссёром Тимуром Бекмамбетовым по роману Лью Уоллеса «Бен-Гур: история Христа». Фильм оказался неудачным и его прокат обернулся кассовым провалом.
Как президент MGM Television Бёрнетт курирует съёмки сериалов «Фарго» (FX), «Волчонок» (MTV), «Викинги» (History).

## Личная жизнь
Бёрнетт дважды женат. Первой его женой стала Дайан Валентайн, родившая Марку двух сыновей, Джеймса и Кэмерона. В сентябре 2002 года Марк и Дайан Бёрнетты подали в суд заявление на юридическое разделение, которое было удовлетворено судом в декабре 2003 года.
В январе 2004 года Бёрнетт начал встречаться с актрисой Ромой Дауни. В ноябре 2006 года, в то время совместного отдыха с детьми в мексиканском Сиуатанехо Марк предложил Роме выйти за него замуж. Они поженились 28 апреля 2007 года в своём доме в Малибу. На церемонии присутствовала известная певица, актриса и телеведущая Делла Риз, ранее снимавшаяся совместно с Дауни, ныне проповедница движения «Новое мышление».
Бернетт и Дауни совместно продюсируют мини-сериалы и являются совладельцам United Artists Media Group совместно с MGM и Hearst Corporation. Аара активно сотрудничает с благотворительными организациями Operation Smile и Compassion. В 2014 году они объявили о сборе средств, чтобы помочь пережить предстоящую зиму иракским и сирийским христианам и представителям других меньшинств, вынужденных бежать из дома из-за наступления ИГИЛ.

## Награды и почётные звания
В 2004 году журнал Time включил Бёрнетта в список 100 самых влиятельных людей в мире. В том же году Reality Cares Foundation признал Бёрнетта «Благотворителем года».
Бернетт в течение двух лет был членом Совета директоров Британской академии кино и телевизионных искусств (BAFTA). В ноябре 2007 года Бернетт был избран Зал славы отраслевого еженедельника Broadcast & Cable. 8 июля 2009 года Бёрнетт получил звезду на Голливудском бульваре 6664. В июне 2011 года Бернетт был избран в Совет делегатов Гильдии продюсеров Америки и в настоящее время является членом Совета производителей. Также он является послом некоммерческой медицинской организации Operation Smile.

### Награды
- 2004 — премия «Brandweek Маркетолог года»
  - «Благотворитель года» от Reality Cares Foundation[24]
  - Brandon Tartikoff Legacy Award
  - Time Magazine: «100 самых влиятельных людей в современном мире»
- 2005 — Премия Rose d’Or Frapa Format
- 2009 — Премия Нормана Лира от Гильдии продюсеров Америки[25]
  - Звезда на голливудской «Аллее славы»[26]
- 2010 — Lifetime Achievement Award in Television от Гильдии продюсеров Америки
- 2013 — «Продюсер года» от TV Guide Magazine
  - Премия от The Dove Foundation Recognition за фильм «Сын Божий»
- 2014 — «Entertainment Award» от Антидиффамационной лиги

## Книги
Марк Бёрнетт автор двух книг.
- Mark Burnett. Dare to Succeed: How to Survive and Thrive in the Game of Life (англ.). — New York: Hyperion[англ.], 2001. — ISBN 0-7868-6849-X.
- Mark Burnett. Jump In!: Even If You Don't Know How to Swim (англ.). — New York: Random House, 2005. — ISBN 0-345-48098-8.